# Нил (Исакович)
Архиепи́скоп Нил (в миру Никола́й Фёдорович Исако́вич (Носковичев); 1799, село Орехи, Оршанский уезд, Могилёвская губерния — 21 июня 1874, Ярославль) — епископ Русской православной церкви, архиепископ Ярославский и Ростовский.

## Биография
Родился в 1799 году в селе Орехи (ныне посёлок Ореховск Оршанского района Витебской области) в семье священника Николаевской церкви Могилёвской губернии, который скончался ещё до рождения сына. Его мать Марфа устроила сына в Оршанское духовное училище.
Во время Отечественной войны 1812 года Николай однажды в лесу встретил военного врача французской армии, который во время беседы выяснил, что юноша свободно владеет латинском языком и, восхищённый познаниями мальчика, написал на лбу своего собеседника по-латыни: «Puer hic maximae spei», что означает «этот ребёнок подаёт большие надежды».
Затем обучался в Могилёвской духовной семинарии, откуда в 1821 году был направлен в Санкт-Петербургскую духовную академию.
Уже в годы ректорства в центре его богословских и церковно-практических интересов стоит проблема преодоления раскола старообрядчества и христианской проповеди среди языческих народностей России.
8 декабря 1835 года хиротонисан во епископа Вятского и Слободского.
За два года архипастырского служения в Вятской епархии им возвращено в лоно Православной Церкви свыше 6 тысяч старообрядцев, а всего за период своей миссионерской деятельности он обратил в православие до 40 тысяч человек.
С назначением на Иркутскую кафедру миссионерская деятельность Нила достигла огромного размаха, охватив почти всю Сибирь, Дальний Восток, Якутию, Камчатку и Алеутские острова и коснувшись таких народов, как чукчи, камчадалы, нанайцы, коряки, якуты, буряты и другими народностями.
Церковная жизнь русского населения в этой отдаленной окраине также была развита незначительно.
Преосвященный Нил начал с улучшения постановки учебного дела в местной духовной семинарии, потом вызвал многих образованных священников из центральных епархий и наиболее способных из них поставил начальниками новых миссионерских станов. Одновременно он взялся за строительство храмов. За 15 лет им было сооружено более 70 церквей, в том числе в тундре Якутии и в северо-западной части Камчатки.
Среди народов Сибири он больше всего внимания уделил бурятам. Он занимался изучением тибетского буддизма, образа жизни и языка бурят и побуждал к тому своих сотрудников. Он принимал непосредственное участие в подготовке священнослужителей из среды бурят: так, он привлёк к христианскому служению бывшего ламу Николая Дорджеева.
На китайской границе близ Кяхты трудами архиепископа Нила возник Чикайский скит, а в южном предгорье Саянского хребта (в центре бурятских поселений) в 1851 году была создана и приступила к миссионерской работе Нилова пустынь.

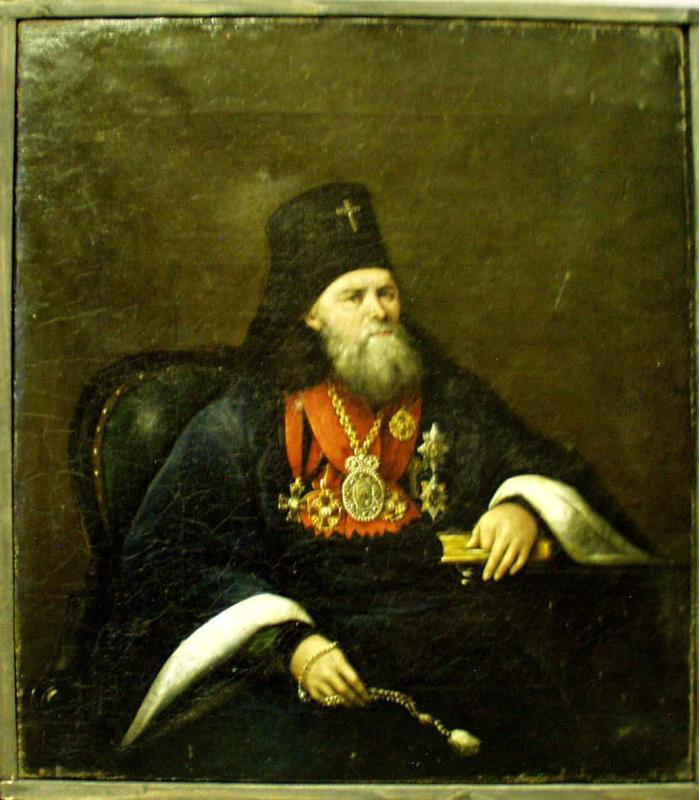
Портрет 1863 г.

Изучив местные языки, Нил с сотрудниками приступил к переводам священных и богослужебных книг.
Несмотря на огромные трудности, к 1854 году в Казани он издал переводы на монгольский язык Евангелия (частично), Служебника, Часослова, чинопоследований литургии, вечерни, утрени, крещения, обручения, венчания, водоосвящения и молитв ко святому причащению.
В основных местах проживания старообрядцев он создавал православные приходы.
Во время ремонтных работ в Иркутском Богоявленском соборе архиепископом Нилом были открыты и свидетельствованы нетленными мощи святого Софрония Иркутского.
Переводческую и редакторскую деятельность архиепископ Нил продолжал и после перевода его на Ярославскую кафедру.
Уже после отъезда из Иркутска преосвященный Нил закончил большой труд «О буддизме».
В Ярославле главное внимание сосредоточил на подвиге миссионерства.
Здесь он много потрудился над возвращением в лоно Православной Церкви старообрядцев.
Санкт-Петербургский университет высоко ценил научные заслуги архиепископа Нила, избрав его своим почётным членом.
Этому университету он завещал свою редкую по объёму и ценности минералогическую коллекцию.
В 1873 году архиепископом Нилом был учреждён крестный ход с иконой преподобного Иринарха Затворника, который длился неделю и проходил от Борисоглебского монастыря «в селения Ростовского и Угличского уезда — Кондаково, Давыдово, Ивановское-на-Лехте, Андреевское, Рождествено, Глинку». Крестный ход стал впоследствии проводиться каждое лето. В нём участвовало около тысячи человек со всех концов России, в том числе люди, «известные в государстве». По пути к шествию присоединялись жители населённых пунктов, лежавших на его маршруте.
За несколько лет до кончины преосвященный Нил приготовил себе гроб и могилу и вчерне устроил над ней храм при Ярославском архиерейском доме (в бывшем Спасском монастыре) с правой стороны при церкви Печерской Богоматери. Скончался архиепископ Нил 21 июня 1874 году в Ярославле от воспаления легких. Над его могилой возведён алтарь во имя Нила Столобенского.

## Карьера
- 22 августа 1825 года, по окончании курса духовной академии, пострижен в монашество с именем Нил.
- 27 августа рукоположен во иеродиакона;
- 29 августа — во иеромонаха;
- 5 сентября того же года назначен инспектором Черниговской духовной семинарии.
- С 8 мая 1828 года — бакалавр и инспектор Киевской духовной академии.
- 2 сентября 1830 года назначен ректором Ярославской духовной семинарии, а 12 октября возведён в сан архимандрита.
- 23 апреля 1838 года переведён епископом Иркутским, Нерчинским и Якутским.
- 13 апреля 1840 года возведён в сан архиепископа.
- С 24 декабря 1853 года — архиепископ Ярославский и Ростовский.

## Сочинения
- Путевые записки [о путешествии по Сибири]: в 2 ч. — Ярославль, 1874. См. также: Чтения в Обществе любителей духовного просвещения. — М. — Сергиев Посад, 1863—1894; 1891, август-сентябрь, с. 383—385. ч.1 Архивная копия от 1 февраля 2022 на Wayback Machine, ч 2. Архивная копия от 1 февраля 2022 на Wayback Machine
- Замечания на перевод Евангелия от Матфея на монгольский язык в 1867 г. (рукопись Синодального архива № 2129).
- Буддизм, рассматриваемый в отношении к последователям его, обитающим в Сибири. Архивная копия от 1 февраля 2022 на Wayback Machine — СПб., 1858.
- Спасо-Преображенский монастырь, что ныне архиерейский дом с присовокуплением жития святых благоверных князей Феодора, Давида и Константина Ярославских чудотворцев. Архивная копия от 1 февраля 2022 на Wayback Machine — 2-е изд. — Ярославль, 1869.
- Летопись Иркутской Крестовоздвиженской церкви 1717—1771 // Иркутские епархиальные ведомости. — 1875.
- Собрание слов и проповедей. — Ярославль, 1860.

## В литературе
- Повесть Н. С. Лескова «На краю света» (1875) основана на подлинном случае миссионерской деятельности архиепископа Нила. (Ранняя рукописная редакция «Темняк».)

## Комментарии
1. ↑  Как указывает В. Н. Черепица в книге Гродненский православный некрополь (с древнейших времен до начала XX века) Архивная копия от 29 сентября 2022 на Wayback Machine (Гродно: ГрГУ, 2001. — С. 23), в алтарной части церкви преподобной Марфы на Гродненском православном кладбище была установлена памятная мраморная плита со следующей надписью: «Здесь покоится прах священницы Марфы Носковичевой, матери архиепископа Иркутского и Якутского и кавалера Нила, в память коей был воздвигнут сей храм в 1848 году».